# Forrest Taylor
Pour les articles homonymes, voir Taylor.
Forrest Taylor est un acteur américain, né à Bloomington en Illinois, le 29 décembre 1883 et mort à Garden Grove, Californie, le 19 février 1965.

## Biographie
Vétéran de la scène, il débute au théâtre dans les années 1910 avant de gagner Hollywood en 1915. Cette année-là et la suivante, il va alterner westerns, drames et comédies dans des rôles de bandits, lords anglais ou médecins. Ainsi, on le trouve dans des rôles principaux de films tels que In the Sunset Country ou The Trail of the Serpent (1915) de Frank Cooley, ou encore True Nobility (en) et The Abandonment (en) (1916) de Donald MacDonald avant de rejoindre l'armée pendant la Première Guerre mondiale .
Il ne revient pas au cinéma avant 1926, apparaissant dans A Poor Girl's Romance aux côtés de Gertrude Short.
Au cours des années 1930, Taylor s'affiche dans de nombreux films de série B  comme dans les « méchants » de : Les Cavaliers du destin en 1933 et The Oregon Trail (en) en 1939, ou en tant que chef de police dans  la série Shadow of Chinatown en 1936 puis, au fur et à mesure qu'il vieillit, il migre vers des compositions moins sombres comme le père de l'héroïne, un homme de loi ou un scientifique. Extrêmement efficace et polyvalent, Taylor est identifié dans environ 400 films, dont 325 films à partir de l'ère sonore et 201 westerns, mais avec le déclin du genre, il se dirige vers la télévision.
Dans le début des années 1960, on le retrouve dans de nombreuses célèbres séries comme Au nom de la loi, Maverick, Lassie et Bonanza en 1962.
Il s’éteint 3 ans plus tard à Garden Grove en Californie.

## Filmographie partielle
- 1915 : In the Sunset Country de Frank Cooley
- 1915 : The Sheriff of Willow Creek de Frank Cooley
- 1915 : The Trail of the Serpent de Frank Cooley
- 1915 : The Warning de Frank Cooley
- 1915 : The Valley Feud de Frank Cooley
- 1915 : Broadcloth and Buckskin de Frank Cooley
- 1915 : There's Good in the Worst of Us de Frank Cooley
- 1916 : Wild Jim, Reformer de Frank Cooley
- 1916 : The Abandonment (en) de Donald MacDonald
- 1933 : The Death Kiss d'Edwin L. Marin
- 1933 : Les Cavaliers du destin de Robert N. Bradbury
- 1937 : The Mystery of the Hooded Horsemen de Ray Taylor
- 1937 : Dans les mailles du filet (Renfrew of the Royal Mounted) de Albert Herman
- 1939 : The Oregon Trail (en), feuilleton de 15 épisodes, réalisé par Ford Beebe et Saul A. Goodkind
- 1939 : Straight Shooter de Sam Newfield
- 1939 : Chip of the Flying U de Ralph Staub
- 1941 : Kansas Cyclone de George Sherman
- 1942 : Les Naufrageurs des mers du Sud (Reap the Wild Wind) de Cecil B. DeMille (non crédité)
- 1943 : Laurel et Hardy chefs d'îlots  (Air Raid Wardens) de Edward Sedgwick
- 1945 : Les Fausses Pudeurs de William Beaudine
- 1946 : The Crimson Ghost de William Witney et Fred C. Brannon
- 1948 : Ton heure a sonné de Ray Enright
- 1948 : The Golden Eye de William Beaudine
- 1950 : Winchester 73  d'Anthony Mann
- 1951 : Utah Wagon Train (en) de Philip Ford
- 1952 : Wagons West (en) de Ford Beebe  (non crédité)
- 1952 : Violence à Park Row de Samuel Fuller
- 1953 : The Lost Planet (en) de Spencer Gordon Bennet
- 1953 : La Blonde du Far-West / (Calamity Jane) de David Butler
- 1957 : L'Homme aux mille visages (Man of a Thousand Faces) de Joseph Pevney

## Crédit d'auteurs
- (en) Cet article est partiellement ou en totalité issu de l’article de Wikipédia en anglais intitulé « Forrest Taylor » (voir la liste des auteurs).